# Cazaquistão nos Jogos Olímpicos de Verão de 2004
Cazaquistão competiu nos Jogos Olímpicos de Verão de 2004, em Atenas, na Grécia por um total de 114 desportistas que competiram em 17 desportos.
O portador da bandeira na cerimónia de abertura foi o judoca Asjat Zhitkeyev.

## Medalhistas
A equipa olímpica cazaque obteve as seguintes medalhas:
| Nome                | Desporto          | Competição        |
| ------------------- | ----------------- | ----------------- |
| Ouro                |                   |                   |
| Bajtiyar Artayev    | Boxe              | Wélter (69 kg) M  |
| Prata               |                   |                   |
| Guennadi Golovkin   | Boxe              | Médio (75 kg) M   |
| Serguei Filimonov   | Halterofilia      | 77 kg M           |
| Gueorgui Tsurtsumia | Luta grecorromana | 120 kg M          |
| Guennadi Laliyev    | Luta livre        | 74 kg M           |
| Bronze              |                   |                   |
| Dmitri Karpov       | Atletismo         | Heptatlo M        |
| Serik Yeleuov       | Boxe              | Ligeiro (60 kg) M |
| Mjitar Manukian     | Luta grecorromana | 66 kg M           |